# Aswath Damodaran
Aswath Damodaran (23 de setembro de 1957, Chenai, Índia) é um professor de finanças da Stern School of Business, na Universidade de New York (NYU), onde ensina finanças corporativas e avaliação de ações. É conhecido como autor de vários textos acadêmicos e práticos sobre avaliação, finanças corporativas e gestão de portfólio. Notavelmente, ele leciona no prestigiado TRIUM Global Executive MBA.

## Biografia
Em 1997, Aswath Damodaran se graduou bacharel em contabilidade pela Universidade de Madras e tem mestrado em administração pelo Indian Institute of Management, conquistado em 1979. Ele obteve um MBA em 1981 e depois o Ph.D. 1985, ambos em Finanças, pela Universidade da Califórnia em Los Angeles (UCLA).
O professor Damodaran é muito bem cotado como avaliador do mercado de capitais, com uma "grande reputação como professor e autoridade". Escreveu vários livros sobre avaliação do mercado de capitais, bem como finanças corporativas e investimentos. Também muito famoso por suas publicações em periódicos importantes de finanças como The Journal of Financial and Quantitative Analysis, The Journal of Finance, The Journal of Financial Economics, e Review of Financial Studies.